# Яшмовый пляж
Я́шмовый пляж — галечный пляж близ мыса Фиолент (Балаклавский район Севастополя). Многими обозревателями считается одним из лучших пляжей Крыма.
Пляж представляет собой узкую полосу длиной 450 м из мелкой гальки всевозможных цветов под обрывом высотой свыше 150 м, отличается чистой водой и живописными пейзажами.
Древний вулкан Фиолент, действовавший здесь 150 млн лет назад, значительно разрушен морем, а сверху его покрывают известняки с вкраплениями минералов (яшма, сердолик, халцедон и другие), благодаря которым пляж и получил своё название.

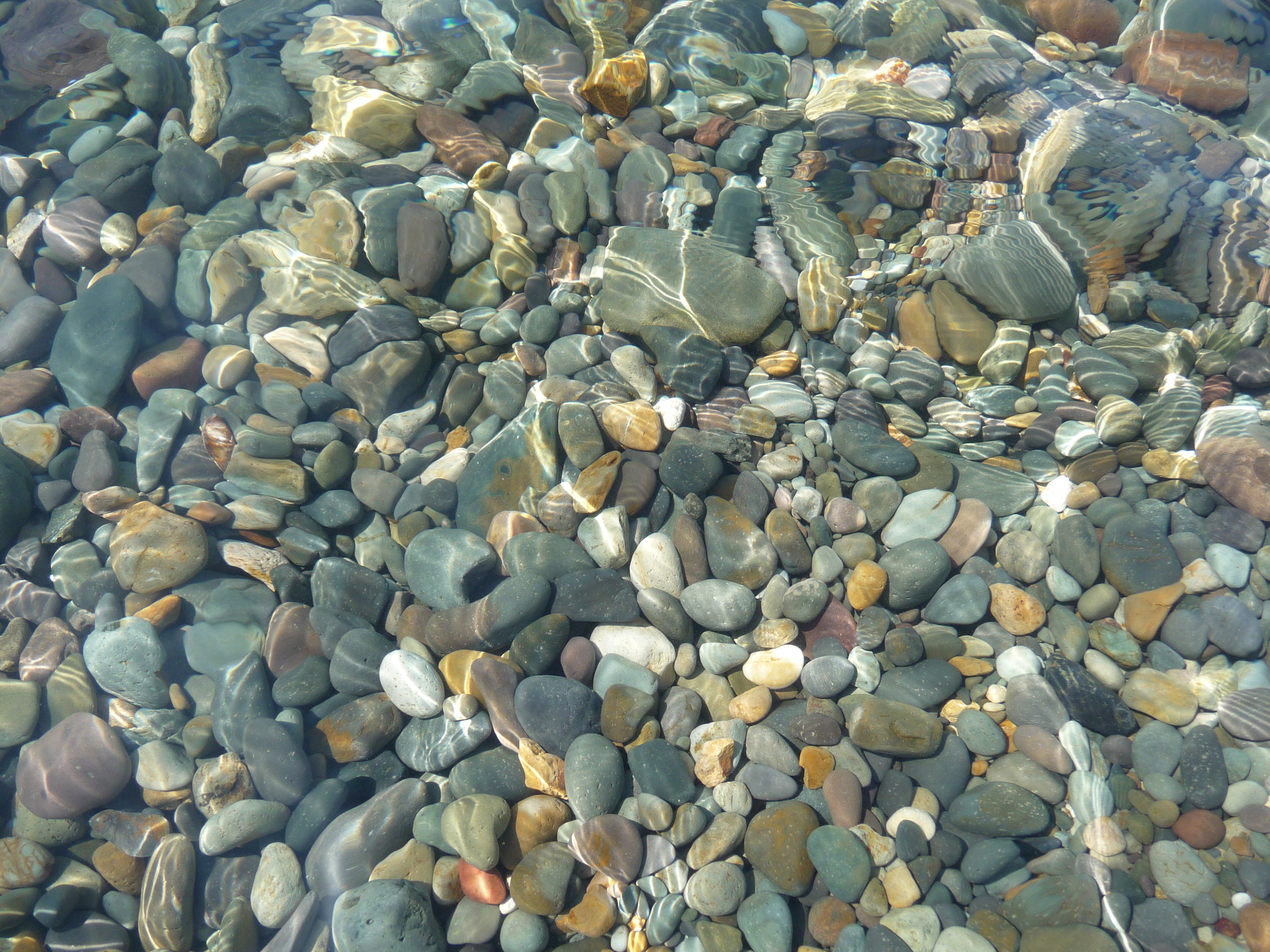
Вода и камни у берега

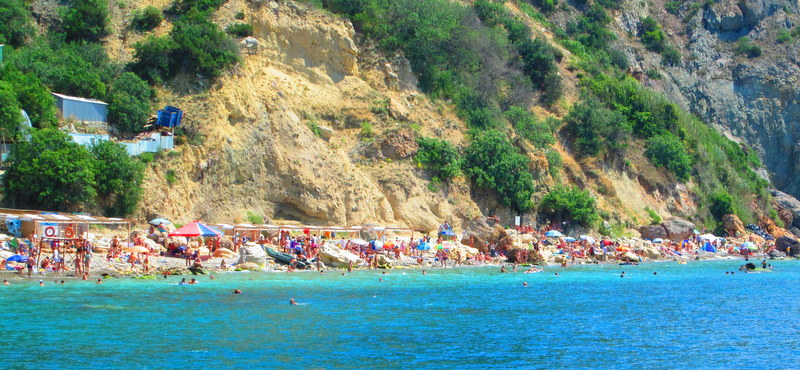
Пляж с моря

У Яшмового пляжа расположена Георгиевская скала. Над пляжем находятся Балаклавский Свято-Георгиевский монастырь и руины дома адмирала Лазарева. К пляжу от монастыря в конце XIX века, на столетие монастыря, была обустроена лестница из 800 ступеней.
Летом к Яшмовому пляжу ходит катер из Балаклавы.